# Lepechinia meyenii
Lepechinia meyenii es una especie de hierba perteneciente a la familia Lamiaceae. Es utilizada dentro del sistema de salud tradicional desarrollado por los pueblos originarios de los Andes de Perú.

## Descripción
Es una hierba perenne, de tallos subterráneos y hojas opuestas con peciolo alado.

## Distribución y hábitat
Se distribuye en el oeste de Sudamérica, en los Andes entre los 1500 y 4500 metros en Argentina, Bolivia y Perú, es una planta terrestre. Crece en terrenos secos, llanos y en laderas.

## Taxonomía
Lepechinia caulescens fue descrita por el botánico y micólogo estadounidense Carl Clawson Epling (abrev.: Epling) y publicado en Repertorium Specierum Novarum Regni Vegetabilis, Beihefte 85: 20, en el año 1935.
Etimología
- Lepechinia: nombre genérico en honor al botánico ruso Ivan Ivanovich Lepechin (1737-1802), (abrev.: Lepechin).
- meyenii: epíteto otorgado en honor del botánico alemán Franz Julius Ferdinand Meyen (1804-1840), (abrev.: Meyen).

Sinonimia
- Stachys meyenii Walp., 1843[7]
- Sphacele tenuiflora Benth., 1848[8]
- Sphacele clinopodioides Griseb., 1874[9]
- Alguelagum tenuiflorum (Benth.) Kuntze, 1891[10]
- Alguelagum clinopodiodes (Griseb.) Kuntze, 1891[11]
- Sphacele meyenii (Walp.) J.F. Macbr., 1960[12]

## Importancia económica y cultural

### Usos en la medicina tradicional
En Perú es considerada una planta medicinal y es utilizada en la medicina tradicional en forma oral y tópica para:
- Bronquitis, corazón, nervios, memoria, malestares menstruales (vía oral): utilizar la planta entera, fresca o seca. Hervir 30 g en 1 litro de agua y tomar con las comidas, 3 veces por día.[4]
- Heridas, pérdida de cabello (vía tópica): utilizar la planta entera, fresca o seca. Hervir 100 g en 8 litros de agua durante 5 minutos combinando con Salvia rosmarinus (romero) y Plantago linearis (llantén serrano). Bañarse tres veces por día durante un mes.[4]
- Susto (vía tópica): utilizar la planta entera, fresca o seca. Hervir 5 g en 3 litros de agua mezclado con Trixis cacalioides (añasquero chico), Ambrosia peruviana (ajenjo), Juglans neotropica (nogal) y vinagre (5 g de cada uno). Bañarse con la infusión resultante dos veces por mes.[4]

También destaca por su uso como antidiabético y para tratar inflamaciones, diarrea, espasmos, sensación de ardor en el estómago y dolor en el estómago y las articulaciones.

### Estudios farmacologícos
Estudios recientes han identificado compuestos con propiedades antioxidantes, antibacterianas, inmunomoduladoras, antiinflamatorias e inhibidoras de la enzima aldosa reductasa (AR) en la planta.
Un estudio del 2019 mostró efectos inhibitorios del extracto etanólico de la enzima tirosinasa. Un estudio de 2021 detectó la presencia de ácido cafeico, hesperidina, ácido rosmarínico, diosmina, rosmarinato de metilo, diosmetina y rosmarinato de butilo en extractos metanólicos de las hojas. Asimismo, comprobó las notables propiedades antioxidantes e inhibidoras de aldosa reductasa, a partir de las concentraciones de ácido rosmarínico, rosmarinato de metilo y rosmarinato de butilo.

## Nombres comunes
- salvia real,[4] pacha salvia, kotapuriña,[19] tequar,[20] tekoar[21]